# Gordon Harker
Gordon Harker (Londra, 7 agosto 1885 – Londra, 2 marzo 1967) è stato un attore britannico.
Apparve in 68 film tra il 1921 e il 1959, incluse tre pellicole dirette da Alfred Hitchcock (Vinci per me!, La moglie del fattore e Tabarin di lusso), e in un cameo in Elstree Calling, film a episodi co-diretto da Hitchcock. 
È conosciuto anche per la sua interpretazione dell'Ispettore Hornleigh in una trilogia di film prodotti tra il 1939 e il 1941.

## Filmografia parziale
- Vinci per me! (The Ring), regia di Alfred Hitchcock (1927)
- La moglie del fattore (The Farmer's Wife), regia di Alfred Hitchcock (1928)
- Tabarin di lusso (Champagne), regia di Alfred Hitchcock (1928)
- The Return of the Rat, regia di Graham Cutts (1929)
- Parla Elstree (Elstree Calling), regia di Alfred Hitchcock, Paul Murray, Jack Hulbert, André Charlot (1930)
- La luce fantasma (The Phantom Light), regia di Michael Powell (1935)
- Gentiluomo dilettante - Il nuovo Robin Hood (The Amateur Gentleman), regia di Thornton Freeland  (1936)
- Lo scafandro infernale (The Frog), regia di Jack Raymond (1937)
- Inspector Hornleigh, regia di Eugene Forde (1939)
- Inspector Hornleigh on Holiday, regia di Walter Forde (1939)
- Inspector Hornleigh Goes to It, regia di Walter Forde (1941)
- Quel bandito sono io (Her Favourite Husband), regia di Mario Soldati (1950)